# Pongamiopsis
Pongamiopsis es un género de plantas con flores con tres especies perteneciente a la familia Fabaceae. Es originario de Madagascar.

## Taxonomía
El género fue descrito por René Viguier y publicado en Notulae Systematicae. Herbier du Museum de Paris 14(1): 74. 1950.
Etimología
Pongamiopsis: nombre genérico que deriva de las palabras griegas: Pongamia = "género de la misma familia" y opsis = sufijo que significa "similar".

## Especies aceptadas
A continuación se brinda un listado de las especies del género Pongamiopsis aceptadas hasta mayo de 2015, ordenadas alfabéticamente. Para cada una se indica el nombre binomial seguido del autor, abreviado según las convenciones y usos.	
- Pongamiopsis amygdalina
- Pongamiopsis pervilleana
- Pongamiopsis viguieri